# Bueng Daroh
Bueng Daroh is een bestuurslaag in het regentschap Aceh Besar van de provincie Atjeh, Indonesië. Bueng Daroh telt 142 inwoners (volkstelling 2010).